# Musée Juif Gaon de Vilnius
Le musée juif d'État Gaon de Vilnius, en lituanien Valstybinis Vilniaus Gaono Žydų Muziejus (VVGŽM), en yiddish דער ווילנער גאון מלוכהשער יידישער מוזיי) est une institution consacrée à la culture et aux traditions des Juifs lituaniens (Yiddish Litwaks). Fondée en 1989, elle a son siège à Vilnius, capitale de la Lituanie, et gère plusieurs musées.

## Historique
Un premier musée juif de Vilnius avait été créé dès 1913 par une société d'amateurs d'antiquités juives (en lituanien Žydų senovės mėgėjų draugija). La Première Guerre mondiale interrompit son existence. Mais dès 1919 l'institution fut relancée par Salomon An-Ski (1863-1920). Après la mort de celui-ci, on donna son nom au musée.
Après l’annexion de Vilnius par la Pologne la même année, la Société juive d’histoire et d’ethnographie (en lituanien Žydų istorijos ir etnografijos draugija Lietuvoje) poursuivit ses travaux à Kaunas, la capitale provisoire, et y fonda également un musée juif en 1931. Quand éclata la Seconde Guerre mondiale, les collections du musée de Vilnius comptaient environ 3 000 objets d’art et 6 000 livres, et des milliers de documents et de photographies ainsi que de précieux documents avaient été rassemblés. Après l’annexion de la Lituanie par l’Union soviétique en 1940, le musée fut placé sous l’autorité du Commissariat du peuple à l’éducation, et en mai 1941 sous celle de l’Académie des sciences soviéto-lituanienne. Le musée fonctionna jusqu’en 1941 qui vit l’invasion des troupes nazies.
En septembre 1941, les employés de l’Einsatzstab Reichsleiter Rosenberg commencèrent leur travail en Lituanie. Il s’agissait d’une organisation nazie chargée de piller les biens culturels de toutes sortes, en particulier les livres, les actes et les documents. Ils pillèrent les musées existants et transportèrent en Allemagne les trésors artistiques. Au péril de leur vie certains Juifs de Vilnius réussirent à cacher au moins quelques objets de valeur dans le ghetto .
Dès le second semestre 1944, un nouveau musée juif était créé à Vilnius, installé au début dans l’appartement du directeur du musée, l’écrivain Schmerl (Szmerke) Kaczerginski. Il devint le centre spirituel de la petite communauté des survivants de l’Holocauste, mais dut être fermé en 1949, car à cette époque, le stalinisme avait décidé de supprimer la culture juive. Staline craignait l’influence des deux millions de Juifs sur les territoires qu’il contrôlait et il voulait coûte que coûte empêcher que se formât une identité juive propre.
La perestroïka rendit possible une refondation du musée juif à la fin des années 1980. L’exposition sur l’Holocauste fut installée dans la Maison verte et le bâtiment du Naugarduko gatvę 10/2 entièrement rénové en 2001 par les architectes Victoria Sideraitė Alon et Leonidas Merkinas (1948-2017) et adapté pour recevoir des expositions et abriter des événements. L’institution a pris le nom du Gaon de Vilnius en 1997, en hommage au maître du Talmud Eliyahou ben Shlomo Zalman et à l’occasion du 200e anniversaire de sa mort